# ロシアによるムィコラーイウ州占領
ロシアによるムィコラーイウ州占領（ロシアによるムィコラーイウしゅうせんりょう）は、ロシアのウクライナ侵攻中のウクライナ南部攻勢の一環として2022年2月26日に始まった、ロシア軍による継続中のウクライナのムィコラーイウ州の軍事占領である。 ロシアが設置した占領体制は「ニコラエフ軍民行政府」と呼ばれた。
ロシアは当初、ムィコラーイウ州全体を占領して併合することを意図していたが、この目的は侵攻の初期に失敗した。 ロシア軍は、2022年2月から4月にかけて同市を攻撃したが、州都のムィコラーイウを攻略することはできなかった（ムィコラーイウの戦い）。ロシア軍は同州の南東の領土を何とか占領し、2022年3月にボズネセンスクまで到達した後（ボズネセンスクの戦い）、ヘルソン州と州境を接する最南東に撤退した。
2022年9月30日、ロシアはヘルソン州を併合したと宣言し（ロシアによるウクライナ4州の併合宣言）、スニフリフカ市を含む「スニフリフカ・ラヨン（地区）」（バシュタンカ・ラヨンとの合併により2020年に廃止されたウクライナの地区）の人々がヘルソン州加入に投票したと主張した。一方、ロシアはまた、キンブルン半島（ムィコラーイウ州の半飛び地）の外側部分をヘルソン州に併合した (半島の内側部分は、ウクライナの法律によればヘルソン州の一部である)。
2022年11月10～11日、ウクライナ軍は、ウクライナ南部反攻の一環として、スニフリフカとその周辺地域を解放し、南部反攻では、ヘルソン市を含むヘルソン州西部の広大な領土も解放された（ヘルソンの解放）。2022年11月12日時点で、ロシア軍は、極南のキンブルン半島の外側部分（伝えられるところではウクライナ軍がすでに進軍している）を除いて、ほぼ完全にムィコラーイウ州から追い払われている。
2022年11月11日時点で、ロシアはスニフリフカとその周辺地域の支配権を完全に失ったにもかかわらず、依然としてこれらの地域におけるロシアの主権を主張し続けている。

## 占領

### 軍民行政府
ウクライナに侵攻した直後、ロシア軍は州都ムィコラーイウから約60km離れたスニフリフカの町を占領した。その後、ロシアはヘルソン州との州境に近い周辺の町やビロベレジジャ・スヴィアトスラヴァ国立公園内のいくつかの町を占領し続け、後者はロシアが占領したヘルソン州の軍民行政府の一部となった。
4月下旬、ロシア軍は、占領地域をクリミア共和国に統合し、その地域の知事を任命するための住民投票を準備した。ロシアのパスポートとルーブルは9月1日までに発行および配布されると言われており、ヘルソンおよびザポリージャの行政府では既に発行および配布されている。
2022年6月27日、ウクライナ保安庁は、ムィコラーイウ州でロシア軍と協力していたムィコラーイウ市議会の元議員を拘束したと主張した。 彼はムィコラーイウ州をウクライナから分離し、ロシアが支援する分離主義者の飛び地「ムィコラーイウ人民共和国（MPR）」を創設する考えを持っていた。伝えられるところによると、彼はウクライナ軍に関する情報を漏らしており、占領政権の幹部の地位を得ることを望んでいた。MPR計画は、ウクライナでのロシアの戦争が終わるまで分離主義者の飛び地を存在させ、その後「MPR」がロシアの一部となることを目指す計画だった。 ロシア人はまた、彼らがこの地域を占領することができた場合、仕事に対する報酬として、協力者に「MPR」政権の幹部職を約束したと言われている。
軍民行政府は2022年8月13日に正式に設立された 。
9月2日、ロシア軍はペルヴォマイスケの集落を占領した。
9月21日、当時ロシアの支配下にあったムィコラーイウ州の一部を構成していたスニフリフカ周辺地域とキンブルン半島の外側部分が、ヘルソン州の軍民行政府に編入されることが発表され、ニコラエフ軍民行政府は終わりを迎えた。 これらの地域は最終的に9月30日にロシアに併合される。

### ロシアによる併合
2022年8月8日、ヘルソン軍民行政府の副長官であるエカテリーナ・グバレワは、ムィコラーイウ州の占領地の併合を発表した。 彼女はまた、占領下にある一部の町では、ロシアのモバイル通信が機能し始めたと主張した。彼女によると、そのような決定は、「解放された」地域で住民に社会的支払いを提供し、モバイル通信とテレビ放送を確立するために行われた。
2022年8月13日のタス通信の記事によると、占領地の知事であるユーリー・バルバショフは、（ヘルソン地域に併合される予定である）スニフリフカの住民は、ヘルソン地域のロシア加盟に関する住民投票に参加することができると述べた。
9月11日、ウクライナの大規模な反撃後、提案された併合住民投票は「無期限に」延期されることが発表された。
9月30日、ロシアはヘルソン、ザポリージャ、ルハーンシク、ドネツクの各州を正式に併合すると主張した。スニフリフカとオレクサンドリフカを含むムィコラーイウ州の占領地域をヘルソン州に含めるとヘルソン軍民行政府のキリル・ストレモウソフが発表した。その後の10月12日、国連総会は、ロシアがウクライナ4州で実施した「住民投票」は違法だと指摘し、併合の試みは「国際法上無効であり、ウクライナの地域の地位を変更する根拠とならない」と明記した決議を採択し、全ての国に対し、ロシアの行動を承認しないよう要請した。

### ウクライナ南部反攻

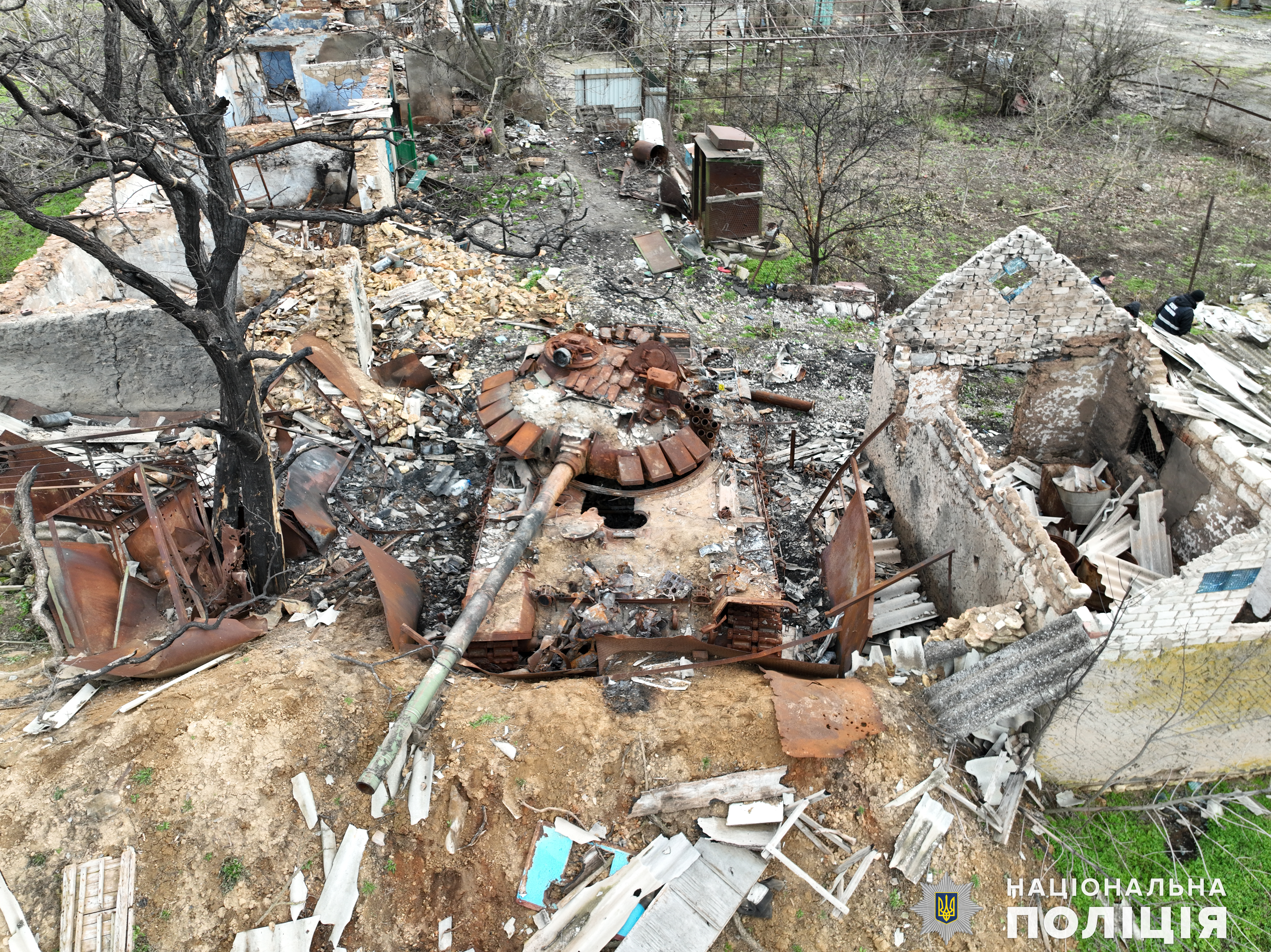
マクシミフカ占領の余波

ウクライナ南部反攻を受けて、ロシア軍がスニフリフカを去り、住民をクリミア半島と占領下のヘルソン州に避難させていることが報告された。この間、ウクライナ軍は、占領下のTsentralneの西にあるTernovi PodyとLiubomyrivkaを奪還した
11月9日、ロシア国防相のセルゲイ・ショイグは、ドニエプル川右岸からのロシア軍の撤退を発表し、その翌日にウクライナ軍はスニフリフカの町に再び入り、ウクライナ国旗を掲げた。 他のいくつかの小集落はロシアの支配下にあった。11月11日までに、ウクライナ軍は、現在もロシア占領下にあるキンブルン半島の外側部分を除くムィコラーイウ州全域の支配権を取り戻した。

## ノート
1. ↑  ロシア語: Николаевская военно-гражданская администрация
2. ↑  2022年9月30日、ロシアはヘルソン州の併合を宣言した。 ロシアは当時、ムィコラーイウ州の2つの小さな地域も支配していたが、これらの地域をヘルソン州に編入した。ムィコラーイウ州の残りの部分は併合されなかった
3. 1 2  ロシア語: Херсонская область
4. ↑  11月10日時点で、最南端の キンブルン半島 の外側部分は、伝えられるところでは、ロシアの占領下にあるムィコラーイウ州最後の地域である
5. ↑  ロシア語: Николаевская военно-гражданская администрация, ウクライナ語: Миколаївська військово-цивільна адміністрація